# Aizpute
Aizpute, (tyska: Hasenpoth) är en stad i västra Lettland i Aizpute kommun, i Tebra-dalen,  50 km nordost om Liepaja.

## Historia
Den grundades som slottet Hasenpoth av en tysk korsriddarorden år 1248 och beviljades rättigheter enligt Magdeburgrätten år 1378.
Under 1611-1795 lydde den under polsk-litauiska samväldet som en del av Powiat Piltynski (District of Piltene), följt av den ryska annekteringen under tredje delningen av Polen.
Dess nuvarande namn kommer från tyska och är officiellt i bruk sedan 1917.

## Sevärdheter
- Korsriddarordens borg vid floden Tebra
- Evangelistkyrkan byggd på 1200-talet med sin orgel byggd på 1700-talet.
- Kastellet Manteuffel i Kandzaga, byggt i klassicist stil på 1800-talet, 8 km från Aizpute. Kastellets park är Lettlands största park.

## Vänskapsorter
- Schwerzenbach, Schweiz.
- Karlskrona, Sverige